# Edmund Kretschmer
Carl Franz Edmund Kretschmer, född den 31 augusti 1830 i Ostritz, Lausitz, död den 13 september 1908, var en tysk tonsättare.
Kretschmer var hovorganist i Dresden och mycket verksam dirigent där. Han utnämndes 1892 till professor. Han skrev flera mässor (bland dem en prisbelönt), körverken Pilgerfahrt, Festgesang, Geisterschlacht (prisbelönt 1865), Musikalische Dorfgeschichten för orkester samt, framför allt, operorna Die Folkunger (1874) och Heinrich der Löwe (1877), som gjorde sin rund över de främsta scenerna i Tyskland. En diktsamling av Kretschmer utgavs 1904.